# Tramwaje w Châlons-en-Champagne
Tramwaje w Châlons-en-Champagne − zlikwidowany system komunikacji tramwajowej we francuskim mieście Châlons-en-Champagne, działający w latach 1897−1938.

## Historia
Tramwaje w Châlons-en-Champagne uruchomiono 1 stycznia 1897. Sieć tramwaju elektrycznego składała się z dwóch linii tramwajowych o rozstawie toru 1000 mm i łącznej długości 4 km. Obie linie zaczynały się w centrum miasta na ulicy Jean Jaurès. Do obsługi sieci eksploatowano 6 dwuosiowych wagonów silnikowych z otwartymi pomostami, które w kilka lat po uruchomieniu systemu zostały zabudowane. 31 sierpnia 1938 zlikwidowano obie linie. Tory zdemontowano w 1939.